# Bonitacja (zootechnika)
Bonitacja (z łac. bonus – dobry) – w zootechnice, ocena wartości hodowlanej i użytkowej zwierzęcia.
Przeprowadza się ją punktowo lub za pomocą umownych znaków (klucza bonitacyjnego) z podkreśleniem zalet i wad ocenianego zwierzęcia. Istota bonitacji polega głównie na tym, że wycenie nie jest poddawane zwierzę jako całość, lecz poszczególne jego partie i dopiero zsumowanie wszystkich not daje końcową ocenę w punktach. Ten sposób oceny stosowany jest np. przy wpisie zwierząt do ksiąg zarodowych.
Bonitację owiec przeprowadza się na podstawie wyglądu zewnętrznego oraz jakości wełny za pomocą klucza bonitacyjnego.
Bonitację bydła przeprowadza się na podstawie produkcyjności, pokroju, konstytucji i pochodzenia.
Bonitacja koni jest czynnością pomocniczą w dokładnej wycenie typu, budowy i pokroju zwierząt.
Przy bonitacji świń ocenia się ich pokrój przez punktowanie i pomiary poszczególnych partii ciała.